# Quercus kouangsiensis
Quercus kouangsiensis är en bokväxtart som beskrevs av Aimée Antoinette Camus. Quercus kouangsiensis ingår i släktet ekar, och familjen bokväxter. Inga underarter finns listade.